# Fiscal (Amares)
Fiscal ist eine Gemeinde im Norden Portugals. Es gehört zum Kreis Amares im Distrikt Braga, besitzt eine Fläche von 3,9 km² und hat 712 Einwohner (Stand 19. April 2021).
Das denkmalgeschützte Herrenhaus und Weingut Casa da Tapada liegt etwas außerhalb des Ortes Fiscal. Es stammt ursprünglich aus dem 16. Jahrhundert und wurde mehrmals erweitert und umgebaut. So finden sich heute manieristische und barocke Stilelemente im Gebäude und der reich verzierten Hauskapelle. Die Gemeindekirche (Igreja Paroquial de Fiscal) steht ebenfalls unter Denkmalschutz.

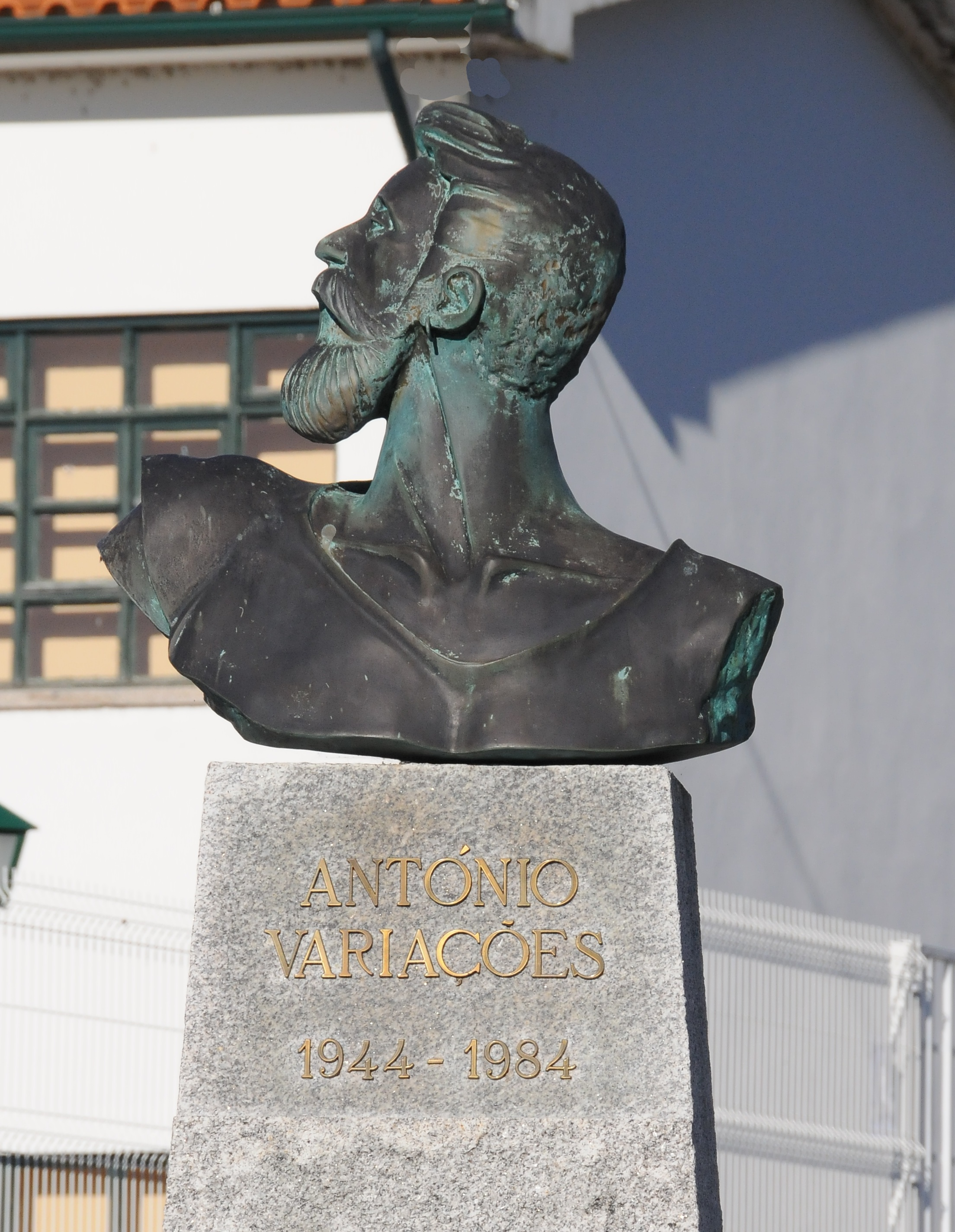
Büste des Sängers António Variações in Fiscal

Der portugiesische Popmusiker António Variações (1944–1984) wurde hier geboren. Eine Büste wurde für ihn im Ort aufgestellt, und eine Straße nach ihm benannt, in der u. a. die Gemeindeverwaltung residiert.